# Geoff Mulgan
Geoff Mulgan er tidligere leder af Young Foundation, NESTA og medstifter af tænketanken Demos. Geoff Mulgan er adlet i 2020.